# Cordillera Los Menucos
La cordillera Los Menucos, también llamada cordón Los Menucos o montes Shackleton, constituye una cadena montañosa de la Antártida. La altura máxima se sitúa en la cumbre Holmes, con una altitud de 1875 m s. n. m.
Ubicación
La cordillera Los Menucos está ubicada al este de la barrera de hielo Filchner-Ronne, en proximidades del borde costero del mar de Weddell (en su porción congelada permanentemente), en el sector nororiental de la llamada Tierra de Edith Ronne. Se extiende en dirección oeste-este unos 160 kilómetros, localizándose entre los glaciares Slessor y Recovery, en las coordenadas: 80°40′S 26°00′W. Se compone de varios cordones menores: la escarpa Pioneers, las montañas Read, el campo de nieve Shotton, las montañas Herbert, la colina Fuchs, los nunataks Lagrange, las tierras altas Haskard, los montes Gass, las tierras altas Otter, etc.
Historia y toponimia
El nombre de cordillera los Menucos le fue otorgado al ser descubierta por primera vez, en diciembre de 1955, durante los vuelos de investigación y aprovisionamiento que el general de división Hernán Pujato, junto al sargento 1° Julio Germán Muñoz, realizaron desde la Base de Ejército General Belgrano. Es un topónimo que refiere al lugar de nacimiento del Suboficial Ayudante de la Fuerza Aérea Alfonso Obermeier (quien operaba en dicha base como mecánico de aviación), la ciudad de Los Menucos, perteneciente al departamento 25 de Mayo, en la zona sur de la provincia de Río Negro, al norte de la Patagonia argentina.
Su toponimia en inglés es Shackleton Range (montes Shackleton) un epónimo en honor a Ernest Shackleton, líder de la Expedición Imperial Transantártica, también conocida como Expedición Endurance, efectuada desde el año 1914 hasta 1916.
Estos montes fueron identificados también desde el aire el 6 de febrero de 1956 por la Expedición Fuchs-Hillary, denominada oficialmente «Expedición Trans-Antarctica de la Commonwealth». En octubre del año siguiente se exploró desde tierra el extremo occidental. Una década después, la Marina de los Estados Unidos fotografió el sistema orográfico mediante sobrevuelos. En los veranos australes de 1968-69 y 1969-70, el British Antarctic Survey (desde la estación Halley) llevó a cabo más estudios sobre el terreno con el apoyo de aviones de la marina Hércules C-130.
Jurisdicción
Se sitúa en el sector de la Antártida reclamado por el estado argentino, al que denomina Antártida Argentina e incluye en el departamento Antártida Argentina de la provincia de Tierra del Fuego, Antártida e Islas del Atlántico Sur. De igual manera, también se sitúa dentro del sector reclamado por el Reino Unido (Territorio Antártico Británico). Ambos, al igual que todos los reclamos de soberanía antártica, se encuentran en suspenso por la aplicación del artículo 4 del Tratado Antártico.
Geología
Geológicamente forman parte del Cratón de la Antártida Oriental. Si se tienen en cuenta los sectores de soberanía reclamada, aquí se dataron las rocas más antiguas de la Argentina, con edades de 1763±21 Ma y 1599±38 Ma para un complejo metamórfico; de 1500 Ma para los montes Gass; de 2300±130 Ma para los nunataks Lagrange y finalmente la mayor antigüedad, 2700±100 Ma, datada en rocas de las tierras altas Haskard, siendo además las únicas rocas arquenas de ese país.